# Palaeorhiza fulvago
Palaeorhiza fulvago là một loài Hymenoptera trong họ Colletidae. Loài này được Hirashima mô tả khoa học năm 1989.